# Pont-à-Mousson
Pont-à-Mousson là một xã trong vùng Grand Est, thuộc tỉnh Meurthe-et-Moselle, quận Nancy, tổng Pont-à-Mousson. Tọa độ địa lý của xã là 48° 54' vĩ độ bắc, 06° 03' kinh độ đông. Pont-à-Mousson nằm trên độ cao trung bình là 183 mét trên mực nước biển, có điểm thấp nhất là 172 mét và điểm cao nhất là 382 mét. Xã có diện tích 21,60 km², dân số vào thời điểm 1999 là 14.592 người; mật độ dân số là 259 người/km².

## Nhân vật nổi tiếng
- Guarinus của Sitten, Giám mục
- Géraud-Christophe-Michel Duroc, tướng quân đội, nhà ngoại giao
- Charles Nicolas Fabvier, tướng quân đội